# معزآباد گورگیر
معزآباد گورگیر، روستایی از توابع بخش کربال شهرستان شیراز در استان فارس ایران است.
نام گورگیر از دو بخش "گور" به معنی گورخر و "گیر" به معنی گرفتن یا شکار کردن تشکیل شده است که مربوط به دروان ساسانی و زمان بهرام گور ساسانی میشود 
روستای گورگیر تاریخی 1500 ساله دارد و دشت گورگیر شکار گاه بهرام گور ساسانی نیز بود که در آنجا به شکار گورخر میپرداخت ، وی در روستای گورگیر قعله هایی بزرگی داشت که سربازان در آنجا به نگهبانی و استراحت میپرداختند

## جمعیت
این روستا در دهستان کربال قرار دارد و براساس سرشماری مرکز آمار ایران در سال ۱۳۸۵، جمعیت آن ۱٬۲۳۰ نفر ( ۳۱۱خانوار ) بوده است.